# Der Mondabend (Bruckner)
Der Mondabend (Soirée au clair de lune), WAB 200, est un lied composé par Anton Bruckner vers 1850 pour Aloisia Bogner.

## Historique
Der Mondabend, WAB 200, est un lied en la majeur, que Bruckner a composé lors de son séjour à Saint-Florian pour son élève de piano Aloisia Bogner vers 1850. Aloisia Bogner, alias Louise ou Luise Bogner, âgée de 16 ans, était la fille aînée de Michaël Bogner, chez qui Bruckner avait son appartement. Bruckner composa pour elle aussi le Frühlingslied et les œuvres pour piano Lancier-Quadrille, WAB 120, et Steiermärker, WAB 122,.
Le manuscrit du lied fait partie du cahier Lieder für eine Singstimme mit Clavier-Begleitung für Fräulein Louise Bogner, qui contient également des transcriptions de Ännchen von Tharau de Friedrich Silcher, de la mélodie Lebe wohl, geliebtes Wesen de l'opéra Der Zauberschleier d'Anton Emil Titl, et de la valse Juheisa juhei, ihr Tänzer herbei de Franz Wilhelm Abt.
Le cahier, qui était dans la succession d'Aloisia Bogner, a été acquis en 1957 par le Oberösterreichisches Landmuseum
(Landesmuseum de la Haute-Autriche). Un fac-similé du cahier a été publié dans les Oberösterreichische Schriften zur Volksmusik en 2015,.
L'œuvre a été créée par Robert Holzer, le 23 juin 2015.

## Texte
Le lied est basé sur le poème Der Mondabend de Johann Gottfried Kumpf :
| Rein und freundlich lacht der Himmel nieder auf die dunkle Erde, Tausend goldne Augen blinken lieblich in die Brust der Menschen, Und des Mondes lichte Scheibe segelt heiter durch die Bläue. Auf den goldnen Strahlen zittern süßer Wehmut Silbertropfen, Dringen sanft mit leisem Hauche in das stille Herz voll Liebe, Und befeuchten mir das Auge mit der Sehnsucht zartem Thaue. Funkelnd prangt der Stern des Abends in den lichtbesäten Räumen, Spielt mit seinen Demantblitzen durch der Lichte Duftgewebe, Und viel holde Engelsknaben streuen Lilien um die Sterne. Schön und hehr ist wohl der Himmel in des Abends Wunderglanze, Aber meines Lebens Sterne wohnen in dem kleinsten Kreise: In das Auge meiner Sylli sind sie alle hingezaubert. | Le ciel rit pur et amical au-dessus de la sombre terre, Mille yeux d'or brillent amoureusement dans le sein des hommes, Et lumineux, le large disque de la lune monte gaiement dans le ciel. Sur les rayons d'or, des gouttelettes argentées de douce mélancolie frémissent, Pénètrent doucement avec un souffle doux, plein d'amour dans le cœur calme, Et mouillent mes yeux avec une tendre rosée de désir. L'étoile du soir brille étincelante dans l'espace saupoudré de lumière, Joue avec ses éclairs de diamant à travers la toile parfumée de la lumière, Et beaucoup de mignons chérubins répandent des lis autour des étoiles. Le ciel est pur et noble dans le merveilleux éclat de la soirée, Mais les étoiles de ma vie habitent dans le plus petit cercle : Elles sont toutes enchantées dans les yeux de mon âme. |

## Composition
Le lied de 12 mesures en la majeur en 3/4 est composé pour voix soliste et piano.
Une réminiscence – dans les mêmes tonalité (la majeur), mesure (3/4) et quatre premières notes – du Der Mondabend D. 141 de Schubert, un lied qu'Aloisia Bogner aimait beaucoup,. Le simple accompagnement du lied était probablement destiné à permettre au dédicataire de l'interpréter facilement.

## Discographie
Il a deux enregistrements du Der Mondabend de Bruckner :
- Robert Holzer (basse), Thomas Kerbl (piano), Anton Bruckner: Lieder, Chöre, Magnificat – CD : Gramola 99071, 2015 ; une réédition du CD LIVA 046 Anton Bruckner Lieder/Magnificat (2011), avec, en plus, le premier enregistrement de Der Mondabend. NB : transposé en mi majeur.
- Elisabeth Wimmer (soprano), Daniel Linton-France (piano), Bruckner, Anton – Böck liest Bruckner I – CD : Gramola 99195, 3 octobre 2018 – Première et troisième strophes selon Schubert, deuxième et quatrième strophes selon Bruckner.

## Sources
- Lieder für Luise Bogner. Eine Volksliedersammlung Anton Bruckners, Oberösterreichische Schriften zur Volksmusik, Volume 16, Klaus Petermayr (Ed.), Institut Anton Bruckner de Linz, 2015
- Cornelis van Zwol, Anton Bruckner 1824-1896 – Leven en werken, uitg. Thot, Bussum, Pays-Bas, 2012.  (ISBN 978-90-6868-590-9)
- Uwe Harten, Anton Bruckner. Ein Handbuch. Residenz Verlag, Salzbourg, 1996.  (ISBN 3-7017-1030-9).